# William R. Tolbert

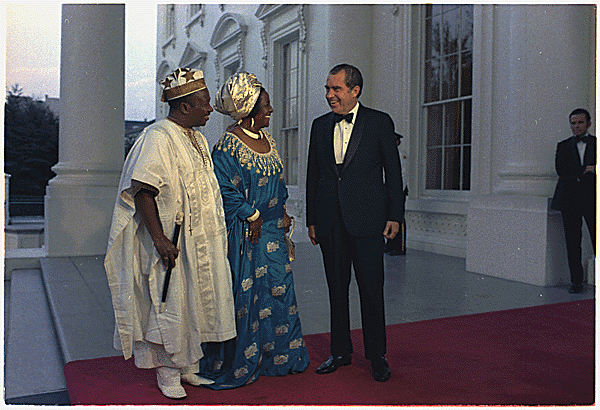
Tolbert (t.v) träffar Richard Nixon (t.h) 1973.

William Richard Tolbert, Jr, född 13 maj 1913 i Bensonville, Liberia, död 12 april 1980 i Monrovia, var Liberias president 1971–1980. Han blev senator 1943, och var vicepresident 1955–1971 under William V.S. Tubman. 

## Biografi
Tolbert tillträdde som president vid William Tubmans död 1971. Som president drömde Tolbert om att göra Liberia till ett föredöme för andra afrikanska stater, han ville integrera landets infödda befolkning i det liberiska samhället och göra landet till en demokrati. Han började därför införa en rad liberala reformer varpå oppositionspartiet Progressive Alliance of Liberia bildades. Han införde helt fri pressfrihet och omförhandlade avtalen med gummibolaget Firestone, som i praktiken ägde stora delar av landets gummiindustri. Han inledde också diplomatiska förbindelser med bland annat  Sovjetunionen, Kuba och Kina. 
De många reformerna fick dock inte den effekt som Tolbert hade önskat, hans styre kritiserades nu öppet för en utbredd och omfattande korruption och för det ekonomiska gapet mellan den styrande, Liberia-amerikanska eliten och de inhemska etniska grupperna som utgjorde landets majoritet. Även stora delar av det gamla etablissemanget inom det styrande True Whig Party motsatte sig reformerna. Tolbert anklagades också för en omfattande svågerpolitik när han började tillsätta sina egna familjemedlemmar i regeringen och på viktiga administrativa poster. Detta sammanföll dessutom med att landets ekonomi drabbades hårt av oljekrisen under 1970-talet, något som Tolbert i allt större utsträckning kom att få skulden för i allmänhetens ögon.
1979 ledde stigande priser på ris till omfattande demonstrationer. Tolbert svarade med våld och ett 70-tal demonstranter dog. Tolbert försökte därpå kväsa oppositionen men kravallerna fortsatte. Tolbert störtades och mördades i en blodig militärkupp 1980 iscensatt av Samuel K. Doe. William Tolbert blev den sista presidenten från True Whig Party och kuppen mot honom innebar slutet på Liberia-amerikanernas totala dominans i Liberias politik.